# ECW Heat Wave
Heat Wave, também estilizado como Heatwave, é um evento de luta livre profissional atualmente produzido pela WWE para sua marca de desenvolvimento, NXT. Foi originalmente um evento pay-per-view produzido pela Extreme Championship Wrestling (ECW) que ocorreu anualmente de 1994 a 2000. A ECW fechou em 2001 e a WWE adquiriu seus ativos em 2003. Em 2022, a WWE reviveu o nome Heat Wave para NXT, mas estilizado como Heatwave, e desde então tem sido realizado anualmente, primeiro como um especial de televisão do NXT em 2022 e 2023, depois como um evento de transmissão ao vivo em 2024, quando a WWE deixou de transmitir pay-per-views do NXT a partir de 2022. O nome do evento é uma referência à sua realização no verão, já que todos os eventos foram realizados em julho ou agosto.

## Eventos
|  | Evento da marca NXT |

| Evento                                      | Data                           | Cidade                         | Local                          | Evento Principal | Ref.                           |
| Eastern Championship Wrestling              | Eastern Championship Wrestling | Eastern Championship Wrestling | Eastern Championship Wrestling | Eastern Championship Wrestling | Eastern Championship Wrestling |
| ------------------------------------------- | ------------------------------ | ------------------------------ | ------------------------------ | --- | ------------------------------ |
| Heat Wave (1994): The Battle for The Future | 16 de julho de 1994            | Filadélfia, Pensilvânia        | ECW Arena                      | The Public Enemy (Rocco Rock e Johnny Grunge) vs. Terry Funk e Dory Funk, Jr. em uma luta de arame farpado                              |                                |
| Extreme Championship Wrestling              |                                |                                |                                | |                                |
| Heat Wave (1995): Rage In The Cage!         | 15 de julho de 1995            | Filadélfia, Pensilvânia        | ECW Arena                      | The Public Enemy (Rocco Rock e Johnny Grunge) vs. The Gangstas (New Jack e Mustafa Saed) em uma luta na jaula de aço                    |                                |
| Heat Wave (1996)                            | 13 de julho de 1996            | Filadélfia, Pensilvânia        | ECW Arena                      | The Sandman, Terry Gordy e Tommy Dreamer vs. Raven (c), Brian Lee e Stevie Richards em uma luta na jaula de aço                         |                                |
| Heat Wave (1997)                            | 19 de julho de 1997            | Filadélfia, Pensilvânia        | ECW Arena                      | Rob Van Dam, Sabu e Jerry Lawler vs. Tommy Dreamer, The Sandman e Rick Rude em uma luta na jaula de aço                                 |                                |
| Heat Wave (1998)                            | 2 de agosto de 1998            | Dayton, Ohio                   | Hara Arena                     | Tommy Dreamer, The Sandman e Spike Dudley vs. The Dudleys (Buh Buh Ray Dudley, D-Von Dudley e Big Dick Dudley) em uma luta Street Fight |                                |
| Heat Wave (1999)                            | 18 de julho de 1999            | Dayton, Ohio                   | Hara Arena                     | Rob Van Dam e Jerry Lynn vs. Impact Players (Lance Storm e Justin Credible)                                                             |                                |
| Heat Wave (2000)                            | 16 de julho de 2000            | Los Angeles, Califórnia        | Grand Olympic Auditorium       | Justin Credible (c) vs. Tommy Dreamer em uma luta de escadas peloCampeonato Mundial dos Pesos Pesados da ECW                            |                                |
| WWE: NXT                                    |                                |                                |                                | |                                |
| NXT Heatwave (2022)                         | 16 de agosto de 2022           | Orlando, Flórida               | WWE Performance Center         | Bron Breakker (c) vs. JD McDonagh pelo Campeonato do NXT                                                                                | [ 1 ] [ 2 ] [ 3 ]              |
| NXT Heatwave (2023)                         | 22 de agosto de 2023           | Orlando, Flórida               | WWE Performance Center         | Carmelo Hayes (c) vs. Wes Lee pelo Campeonato do NXT                                                                                    |                                |
| NXT Heatwave (2024)                         | 7 de julho de 2024             | Toronto, Ontario, Canadá       | Scotiabank Arena               | Trick Williams (c) vs. Je'Von Evans vs. Ethan Page vs. Shawn Spears pelo Campeonato do NXT                                              | [ 4 ]                          |
| Heatwave (2025)                             | 24 de agosto de 2025           | Lowell, Massachusetts          | Lowell Memorial Auditorium     | TBA | [ 5 ]                          |